# King Fahd Causeway

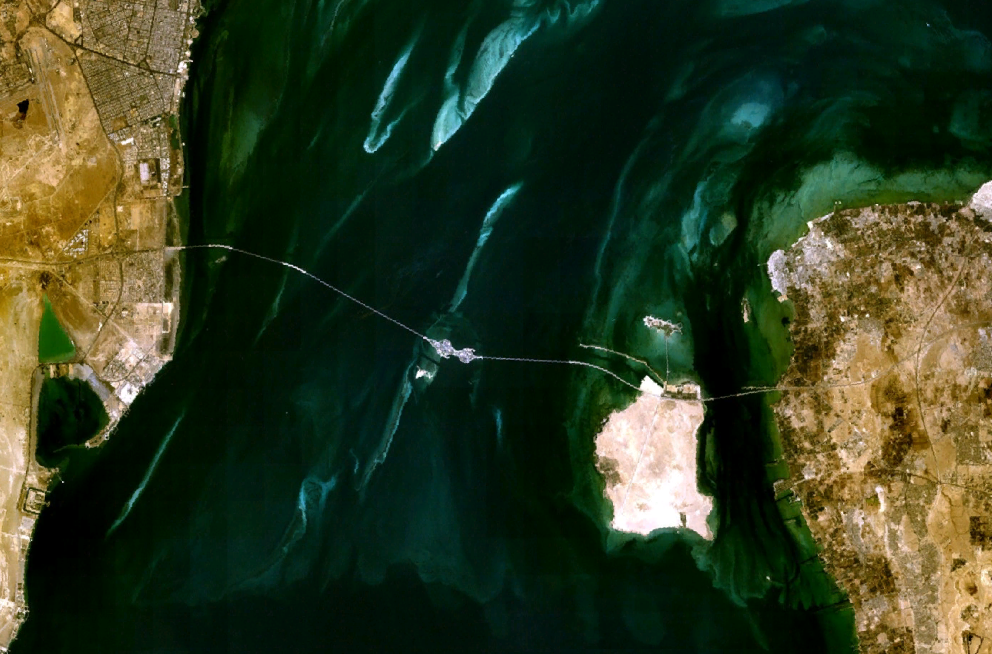
King Fahd Causeway sett från luften.

King Fahd Causeway (arabiska: جسر الملك فهد) är en fyrafältsmotorväg över vattnet som förbinder Saudiarabien och Bahrain i Persiska viken. Konstruktionen påbörjades 1968 och fortsatte fram till 1986. Vägen öppnades officiellt 1982. Den totala kostnaden blev 1,2 miljarder USD eller 3 miljarder SAR. Väganläggningen är 28 km lång och består av fyllningsvägar och fem par broar som är respektive 5194, 3334, 2034, 934 och 934 meter långa och 2 x 12,3 meter breda.
Vägen är byggd i tre sektioner:
1. Från al-Khubar till gränsen mellan Saudiarabien och Bahrain
2. Från gränsen till Umm an-Nasan (Nasanön)
3. Från Umm an Nasan till huvudön i Bahrain

Vägen är uppkallad efter kung Fahd bin Abdul Aziz av Saudiarabien.